# スパイテン・ダイヴィル駅
スパイテン・ダイヴィル駅（スパイテン・ダイヴィルえき、英語: Spuyten Duyvil station）は、ニューヨーク州ニューヨーク市ブロンクス区にあるメトロノース鉄道の駅。

## 概要
メトロノース鉄道ハドソン線の駅である。この駅からニューヨーク州にあるグランド・セントラル駅に行ける。オフピーク時は1時間に2本止まる。グランド・セントラル駅までは23分かかる。

## 利用可能な鉄道路線／列車
メトロノース鉄道：
■ハドソン線

## 駅構造
| 4番線 | ホーム | 2番線 | 1番線 | ホーム |

2面3線（単式と島式）のホームを持つ地上駅である。
| のりば | 路線         | 方向 | 行先                               | 備考 |
| ------ | ------------ | ---- | ---------------------------------- | ---- |
| 1      | ■ ハドソン線 | 下り | クロトン・ハーモン/ ポキプシー方面 |      |
| 2・4   | ■ハドソン線  | 上り | グランド・セントラル方面           |      |

## 駅周辺
パーキング
100台の車だけが駐車できる
バス路線
ハドソン・レール・リンク: J, K, L, M

## 隣の駅
メトロノース鉄道
■ハドソン線
マーブル・ヒル - スパイテン・ダイヴィル - リバーデイル